# Harsiese (Sebennytos)
Harsiese war ein ägyptischer Herrscher des Fürstentums von Sebennytos (Dritte Zwischenzeit) um 685–665 v. Chr.; 670–665 v. Chr.
Er findet einzig im Feldzugsbericht von Assurbanipal Erwähnung.